# Elválasztás (nyelvészet)
Az elválasztás nyelvi értelemben azt jelenti, ha egy szót nyomtatott szövegben – rendszerint sor végén – megszakítunk. Ennek célja lehet a szöveg tagolása, például hogy egy sorkizárt szövegben ne maradjon túl nagy hézag a szavak között.
pl.: leg-mesz-szebb-ről gé-pe-lem Az elválasztásról az AkH. 223–238. pontja ad útmutatást.
Az elválasztás jele a kötőjel: '-'. Nem tévesztendő össze a nagykötőjellel és a gondolatjellel, amelyek közös jele hosszabb: '–'. A feltételes és a nem törhető kötőjelről lásd a kötőjel szócikket.
A következő sor elején a kötőjelet nem ismételjük meg. – Ez alól csak nyelvészeti vagy egyéb szótárak, szakmunkák jelentenek néha kivételt, ha olyan kötőjelre kívánnak figyelmeztetni, amely nem a sorvég miatt van kitéve, hanem egyébként is szükséges (például Közép-Európa).
Az elválasztás alapja elsősorban a fonológia és a morfológia szokott lenni (azaz a kiejtett alak és a szóelemek), az utóbbin belül figyelembe véve akár az önálló szavakat, akár az egyéb morfémákat is. További szempont lehet a fentiek mellett az esztétika, illetve a tipográfiai konvenciók.
A magyar helyesírásban a szavak szintjéig figyelembe vesszük az elemeket, annál lejjebb viszont a hangtani ismérvek döntenek. Az esztétikai elv ritkábban érvényesül, olyankor viszont mindkét előbbit felülbírálhatja. (Bővebben lásd alább.)
A magyar elválasztás alapszabálya, hogy egy mássalhangzó kerül át a következő szótagba. Ez alól a (főleg latin és görög eredetű) jövevényszavak elválasztása jelenthet kivételt: itt a zárhang+folyékonyhang kapcsolatokat jelölő betűk mindkettője átkerülhet a következő szótagba: például pro-gram (használata nyelvidegen, ezért nem is ajánlott) vagy prog-ram.
Az angol helyesírásban ezzel szemben számít a hangsúlyos magánhangzó hossza is: hangsúlyos rövid magánhangzó után a mássalhangzó az első szótagban marad, hangsúlyos hosszú magánhangzó után viszont a második szótagba kerül (fel-on [felön], de fe-mur [fímör], grav-i-tate [grevitét], de ra-di-ate [rédiét]; rec-ord fn [REkord], de re-cord ige [ri-KORD], req-ui-site [REkvizit], de re-quire [riKVÁJör]). A morfémák együtt-tartásának szabálya ezt felülírja (lik-ing [lájking]).

## Elválasztás a magyarban
Az elválasztás alapja a magyarban:
1. elsősorban a szó önálló elemei (ha több van),
2. másfelől a szótagolás (lásd ott); valamint
3. ha a szóban már eleve van bármely okból kötőjel.

Az egyszerűsítő írásmód alapján összevont betűkapcsolatok elválasztáskor szétválnak, például asz-szony, galy-lyat.
Az egy szótagban ejtett szavak soha nem választhatók el. Ez a magyar és az idegen szavakra egyaránt vonatkozik, sőt akkor is így van, ha írott alakjukban több magánhangzó szerepel:
- sztrájk, shop; ill. Brahms, Schmidt, York,
- Soós, blues, fair, stream, Chartres, Nîmes, Haydn, Maugham, George, Hume, Hughes.

### A szóelemek megállapítása
Ha egy szó több összetételi elemből áll, akkor az elemek mentén elválasztható. Ez az elv a szótaghatárt is felülbírálja, például: vas-út, ugyan-az, ellen-őr, csak-is, dél-után, tölgy-erdő.
- A toldalékokat nem tekintjük önálló elemnek, tehát csak a szótagokat vesszük figyelembe: ker-tig, pén-zért, apá-mé, Mikló-sék; továbbá Szél-lért, Cze-tzet, Tallin-nig.
  - Ha a toldalékolt alak írása eltér a kiejtéstől, az írást is figyelembe vesszük, például mond-ta.
- Az igekötők is önálló elemnek számítanak, például fel-é-pít, szét-esik.
- A leg- előtag szintén önálló elem: leg-alsó, leg-alább.
- Önálló elemnek tekintjük a magyar nyelvérzék számára felismerhető idegen elő- és utótagokat is, például centi(méter), kilo(gramm), pre(klasszikus), proto(plazma), mikro(klíma).
  - Kétes esetekben az elemek és a szótagok egyaránt alapul vehetők elválasztáskor, például mikro-szkóp vagy mikrosz-kóp, foto-gráfia vagy fotog-ráfia.
- Az alkotóelemeket személy- és helységneveknél is ugyanúgy figyelembe vesszük: Nyír-egyháza, Nagy-atád, Bornem-issza.

Az elemek szerinti elválasztással olykor kétértelműségeket is elkerülhetünk. Például: gép-elem ("alkatrész") és gé-pe-lem ("billentyűkkel leírom"), meg-int ("figyelmeztet") és me-gint ("újból"), nép-ének ("népdal") és né-pé-nek ("népe számára"), fel-ül ("felülre ül") és fe-lül ("fent"), köz-ellátás ("a köz ellátása") és közel-látás ("rövidlátás").

### Egy elemen belül: a szótagolás
Egyetlen elemen belül az elválasztás a kiejtett szótagolást követi.
Kivétel:
- Egy betűt önmagában nem szokás sem a sor végén hagyni, sem új sorba átvinni (például "e-gér", "akci-ó" nem ajánlott forma).

Az x, bár két hangot jelöl (k + sz), szótagoláskor is változatlan marad, például ta-xi, Me-xi-kó, Fé-li-xé. – A ch betűkapcsolat, mivel egyetlen hangként ([h]-ként) ejtjük, minden esetben együtt marad: ar-chí-vum, pe-ches.
Egy adott elemen belül mindig a kiejtés szerinti szótagokat vesszük figyelembe. Ez a hagyományos írású magyar családnevekre éppúgy vonatkozik, mint az idegen nevekre (az átadó nyelv elválasztási szabályaitól függetlenül), sőt a mozaikszókra is.

#### Magyar családnevek
- War-gha [e.: varga], Szé-chy [e.: szécsi], Thew-rewk [e.: török], Beö-thy [e.: bőti]; valamint Babi-tsé, kos-su-thi (a magyarázatot l. alább), mó-ri-czos stb.

#### Idegen nevek
- Wa-shing-ton, Fi-scher, Bo-lo-gna, Mon-taigne; valamint zü-ri-chi, Bach-hal stb.
  - An-ti-gua, illetve Új-Gui-nea (szintén a kiejtéssel összhangban, mivel az előbbiben a gu betűkapcsolatot [gv]-ként ejtjük, az utóbbiban pedig az ui-t [í]-ként).
- Az együtt ejtett hangok írásban is együtt maradnak, például Plu-tar-khosz, Ljub-lja-na.
- Azok a betűkapcsolatok, amelyeket idegen nyelven nem választanak el, de egynél több szótagban ejtendők, a magyar szótagolás szerint szétválhatnak: Ped-ro, ma-est-ro.

#### Egy kivétel magyar és idegen neveknél
Ha a névben kettőzött (hosszú) mássalhangzó szerepel, azok a szó elválasztásakor akkor is szétválnak, ha röviden hangzanak, például Kossuth [kosut] elválasztása Kos-suth (nem pedig a kiejtést szorosabban követő "Ko-ssuth"), Boccaccio [bokaccsó] elválasztása pedig Boc-cac-cio (nem pedig a kiejtést szorosabban követő "Bo-ccac-cio"), l. AkH.11 229., az AkH.11 230. b)-nek ellentmondva. Ez tehát kivétel az elválasztásban a kiejtés szempontja alól.
Nem tartozik e kivétel hatálya alá a -ffy betűkapcsolat, mivel az (’valakinek a fia’ értelemben) önálló szóelemnek minősül, így mindkét f átmegy a következő szótagba (AkH.11 235.).

#### Mozaikszók
- NA-TO, OR-FI; Ma-lév, Tü-zép; valamint Kö-zér-tig, ke-ra-vil-los.

Mozaikszavaknál az írott alak magánhangzóit vesszük figyelembe, így a magánhangzó nélküli, bár magánhangzókkal ejtett alakok sem választhatók el (például SZTK). Az egy szótagú szavakat természetesen itt sem választhatjuk el (például MOL). Ezúttal is kerüljük, hogy egy betű sor végén vagy sor elején önmagában álljon, így IBUSZ, Áfor és társaik egy szóban maradnak.

### A meglévő kötőjel felhasználása
Lehetőséget adhat az elválasztásra, ha a szóban már szerepel kötőjel. Ez például az alábbi esetekben fordulhat elő:
- ha a szó toldalékos betűszó vagy jel (például ENSZ-ért, 3.-hoz),
- ha ki nem ejtett betű vagy bonyolult, szokatlan betűkapcsolat után toldalékot kapott (például show-val, charme-os),
- vagy ha a szótagszáma és elemszáma miatt különben is szükséges (motorkerékpár-szerencsétlenség).

Ezekre az esetekre is vonatkozik, hogy egyetlen betűt nem ajánlott önmagában sor végén hagyni vagy új sorba vinni (például e-mail, ELTE-t).

## Kivételes elválasztású szavak
A kivételes elválasztású szavak közé tartozik
- történeti okokból a Bat-thyá-ny név,
- esztétikai okokból a Nietz-sche (az elvileg szabályos "Nie-tzsche" alak helyett),
- illetve az egy hangot jelölő kettőzött betűkről l. a fenti Egy kivétel magyar és idegen neveknél pontot.